# Roberto Trashorras
Roberto Trashorras Gayoso (* 28. Februar 1981 in Rábade, Provinz Lugo) ist ein ehemaliger spanischer Fußballspieler. Zuletzt spielte er beim spanischen Fußballverein Rayo Vallecano.

## Karriere
Trashorras begann seine Karriere in der Jugend von Racing Club Vilalbés, wechselte 1995 aber in die Jugendabteilung des größeren Stadtrivalen FC Barcelona. In der dortigen zweiten Mannschaft gehörte er zum Stammpersonal, konnte sich jedoch in der ersten Mannschaft nicht durchsetzen. Dort kam er lediglich zu einem dreiminütigen Kurzeinsatz im Ligaspiel gegen Deportivo La Coruña und in einer weiteren Einwechslung in der Champions-League-Qualifikation gegen Wisła Krakau. 2003 folgte der Wechsel zur zweiten Mannschaft von Real Madrid, wo er sich aber auch nicht für die erste Mannschaft empfehlen konnte. Nach einem weiteren, eher glücklosen Wechsel nach Numancia, wo er nur zwölf Saisonspiele absolvierte, wechselte Trashorras zu UD Las Palmas, wo er sich im Profifußball etablieren konnte. 2008 wechselte er zu Celta Vigo, wo er mit durchgehend guten Leistungen maßgeblichen Anteil am Erreichen des Viertelfinales der Copa del Rey hatte.
2011 einigte Trashorras sich mit Celta Vigo über eine Auflösung seines ursprünglich für fünf Spielzeiten datierten Vertrages und schloss sich dem frisch in die Primera División aufgestiegenen Rayo Vallecano an. Dort entwickelte er sich zum absoluten Stammspieler und bestritt im zentralen Mittelfeld mehr als 120 Ligaspiele. 2016 stieg Trashorras mit Rayo Vallecano in die zweite spanische Liga ab. 2018 beendete er seine aktive Profikarriere.